# Obrok
L'obrok est une redevance annuelle (la portion) que les serfs de la Russie des tsars devaient payer à leur maître, ou à l'État pour les paysans de la couronne (ou paysans libres), pour être exonérés de corvée. Le paysan achetait donc une liberté pour une année, ce qui lui permettait de rechercher un travail plus rémunérateur dans l'industrie, les manufactures ou les mines. Il restait cependant attaché à son maître et devait répondre à l'appel de ce dernier en cas de besoin.
L'obrok est assimilé par certains auteurs au cens (droit seigneurial).